# 1997 VZ
1997 VZ är en asteroid i huvudbältet som upptäcktes 1 november 1997 av den japanska astronomen Takao Kobayashi vid Ōizumi-observatoriet.
Asteroiden har en diameter på ungefär 9 kilometer.